# Thierry IV
Pour les articles homonymes, voir Thierry IV et Thierry.
Thierry IV, né vers 713 et mort en 737, est le roi des Francs de 721 à 737.

## Biographie
À la mort de son père Dagobert III, en 715, Thierry est placé à l'abbaye de Chelles. Lorsque le roi Chilpéric II meurt sans héritier en 721, Charles Martel installe Thierry sur le trône. Cependant, durant son règne, Charles Martel continue de détenir la réalité du pouvoir en tant que maire du palais. Le roi séjourne principalement à l’abbaye de Chelles puis à Château-Thierry, selon la tradition locale qui attribue le nom de la ville au roi.
Son règne voit l'affrontement entre le royaume des Francs et la dynastie arabe des Omeyyades, à la suite de leur invasion débutée en 719. Le duc d'Aquitaine Eudes freine momentanément les încursions arabes à la bataille de Toulouse, le 9 juin 721. Charles Martel parvient quant à lui à arrêter puis faire reculer l'expansion musulmane, notamment à la bataille de Poitiers, le 25 octobre 732, théâtre majeur qui voit la victoire et le renforcement de Charles Martel face à l'affaiblissement de Eudes.
En 734, les Francs et les Frisons s'affrontent à la bataille du Boarn, laquelle voit la victoire de Charles Martel sur le roi Poppo. Ce dénouement permet au royaume des Francs d'envahir puis d'annexer le royaume de Frise, ennemi des Mérovingiens depuis 689.
Après la mort de Thierry en 737, le trône du royaume des Francs reste vacant jusqu'en 743, Charles Martel se refusant à y installer un nouveau descendant de Clovis Ier sans pour autant oser s'arroger la couronne. Cette période demeure connue comme l'interrègne,,. À la mort de Charles Martel en 741, son pouvoir est partagé entre ses deux fils. Carloman devient maire du palais d'Austrasie et son frère Pépin maire du palais de Neustrie. En 743, les deux frères décident enfin de placer sur le trône Childéric III, le dernier roi de la dynastie mérovingienne.

## Sources
- Chapitre 53 du Livre de l'histoire des Francs (vers 727) :

« [...] Eudes lui remit le roi Chilpéric avec de nombreux trésors, mais ce dernier ne retrouva pas son frère : il mourut peu de temps après. Il fut enseveli dans la ville de Noyon après avoir régné pendant cinq ans et demi. Les Francs élevèrent au trône Thierry, fils de Dagobert le Jeune, qui venait d'être éduqué dans le monastère de Chelles. Il resta sur le trône six années durant. »

- Chapitre 10 de la Continuation de la Chronique de Frédégaire (vers 760) :

« Le roi Clotaire mourut alors et s'en alla. Charles, par l'intermédiaire de ses envoyés, reçut également du duc Eudes ledit roi Chilpéric. Celui-ci vint à Noyon et, après peu de temps, perdit l'existence et le trône : Il mourut après avoir régné six ans. À sa mort, on établit sur le trône le roi Thierry, qui occupe maintenant le siège royal et qu'attendent encore des années de vie. »

## Bibliographie

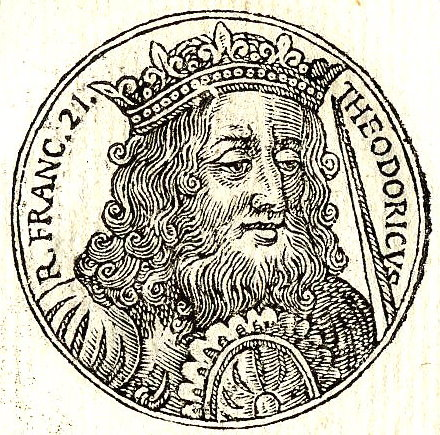
« Theodoricus R. Franc. », Promptuarii Iconum Insigniorum (1553) par Guillaume Rouillé (1518-1589).